# Norma González
Norma González Camilde (ur. 11 sierpnia 1982 w Santander de Quilichao) – kolumbijska lekkoatletka, sprinterka. Siedmiokrotna złota medalistka mistrzostw Ameryki Południowej, trzykrotna medalistka mistrzostw Ameryki Środkowej i Karaibów, dwukrotna medalistka igrzysk panamerykańskich, czterokrotna medalistka igrzysk Ameryki Środkowej i Karaibów, pięciokrotna złota medalistka igrzysk boliwaryjskich. Trzykrotna uczestniczka igrzysk olimpijskich (Sydney, Ateny, Londyn).
W swej karierze wielkie sukcesy święciła również jako juniorka, między innymi zdobyła osiem tytułów mistrzyni Ameryki Południowej do lat 20 oraz medale światowego czempionatu w kategorii wiekowej U18, jak również U20.

## Przebieg kariery
W 1998 roku wystąpiła na mistrzostwach kontynentu do lat 20, na których otrzymała cztery medale (w tym indywidualnie złoty w biegu na 200 m). Większe sukcesy osiągnęła na południowoamerykańskim czempionacie do lat 18, wówczas wywalczyła też cztery medale, ale wśród nich dwa złote (oba zdobyte indywidualnie, w biegu na dystansie 200 i 400 m). Rok później wzięła udział w seniorskich mistrzostwach Ameryki Południowej w Bogocie, gdzie zdobyła z koleżankami z kadry złoty medal w sztafecie 4 × 400 m. Uczestniczyła w mistrzostwach świata juniorów młodszych rozgrywanych w Bydgoszczy, tutaj zdobyła brązowy medal w konkurencji biegu na 400 m.
Wystąpiła na juniorskich mistrzostwach Ameryki Południowej w Concepción, w trakcie których otrzymała cztery tytuły mistrzowskie. W 2000 roku wywalczyła z kolei trzy złote medale mistrzostw ibero-amerykańskich.
Na rozgrywanych w Sydney igrzyskach olimpijskich brała udział w konkursie biegu na 400 m. Zakończyła go w fazie eliminacji, uzyskując czas 53,34 s plasujący ją na 5. miejscu w grupie oraz 35. miejscu wśród wszystkich zawodniczek zgłoszonych do rywalizacji
Tuż po igrzyskach wystąpiła na mistrzostwach globu juniorów w Santiago, na których zdobyła brązowy medal czempionatu w konkurencji biegu na 400 m. W 2001 roku zdobyła pierwsze w karierze dwa złote medale igrzysk boliwaryjskich, rok później zaś pierwszy w karierze wywalczyła medal igrzysk Ameryki Środkowej i Karaibów (srebro w biegu na 200 m). W 2003 zaliczyła niezbyt udany debiut na igrzyskach panamerykańskich, w trakcie rozgrywanych w Santo Domingo zmagań wystąpiła w biegu na 200 m i biegu sztafet 4 × 100 m, jednak żaden ze startów nie przyniósł Kolumbijce medalu.
W ramach igrzysk olimpijskich w Atenach tym razem wzięła udział w biegu sztafet 4 × 100 m. Kolumbijski zespół z jej udziałem odpadł w eliminacjach, uzyskując czas 43,30 s – ekipa z tym wynikiem zajęła 5. miejsce w grupie i 10. miejsce wśród wszystkich ekip.
W 2005 roku zadebiutowała na seniorskich mistrzostwach świata. W czasie zmagań w Helsinkach była członkinią sztafety 4 × 100 m, która awansowała do finału i ukończyła go ostatecznie na 6. miejscu. Niedługo później sięgnęła po trzy złote medale igrzysk boliwaryjskich w kolumbijskiej Armenii. W 2008 roku wystąpiła premierowo na lekkoatletycznych mistrzostwach Ameryki Środkowej i Karaibów, w ramach których odpadła w eliminacjach biegu na 400 m. Rok później wzięła udział w mistrzostwach Ameryki Południowej w Limie, tam zdobyła pierwsze w karierze tytuły indywidualnej mistrzyni kontynentu – złoty medal czempionatu zdobyła w biegu na dystansie zarówno 200, jak i 400 m. Na czempionacie rozgrywanym w tym samym roku w Hawanie otrzymała pierwsze w swej karierze medale mistrzostw Ameryki Środkowej i Karaibów (w tym tytuł wicemistrzowski w biegu na 400 m).
Uczestniczyła w seniorskich mistrzostwach globu w Berlinie. Na nich była członkinią sztafety 4 × 100 m, która tak jak cztery lata wcześniej, ponownie znalazła się w finale mistrzostw (tym razem w finale zajęła 7. miejsce) oraz startowała w konkursie biegu na 400 m (odpadła w półfinale zmagań). Dwa lata później wywalczyła pierwsze w karierze medale igrzysk obu Ameryk, podczas zmagań w Guadalajarze Kolumbijka sięgnęła po brązowe medale w biegu sztafet 4 × 100 m oraz 4 × 400 m.
Na igrzyskach olimpijskich w Londynie startowała w dwóch konkurencjach. W biegu na 200 m odpadła w fazie eliminacji, w której uzyskała czas 23,46 s plasujący ją na 7. miejscu w grupie i 36. miejscu wśród wszystkich lekkoatletek; natomiast w biegu sztafet 4 × 100 m kolumbijska ekipa z udziałem González uzyskała w eliminacjach czas 43,21 s i odpadła z dalszej rywalizacji – rezultat zapewnił Kolumbijkom 5. miejsce w grupie oraz 11. miejsce wśród wszystkich zgłoszonych do startu sztafet.
Ostatni start z udziałem Normy González miał miejsce w maju 2016 roku podczas zmagań krajowych w amerykańskim Clermont, wówczas sprinterka zajęła 4. miejsce w finale biegu na 200 m.

## Osiągnięcia
| Rok     | Zawody                                             | Miasto              | Miejsce | Konkurencja        | Wynik   |
| ------- | -------------------------------------------------- | ------------------- | ------- | ------------------ | ------- |
| 1998    | Mistrzostwa Ameryki Południowej juniorów           | Córdoba             | złoto   | bieg na 200 m      | 24,16   |
| 1998    | Mistrzostwa Ameryki Południowej juniorów           | Córdoba             | srebro  | bieg na 400 m      | 54,47   |
| 1998    | Mistrzostwa Ameryki Południowej juniorów           | Córdoba             | srebro  | sztafeta 4 × 100 m | 47,27   |
| 1998    | Mistrzostwa Ameryki Południowej juniorów           | Córdoba             | srebro  | sztafeta 4 × 400 m | 3:51,30 |
| 1998    | Mistrzostwa Ameryki Południowej juniorów młodszych | Manaus              | złoto   | bieg na 200 m      | 24,35   |
| 1998    | Mistrzostwa Ameryki Południowej juniorów młodszych | Manaus              | złoto   | bieg na 400 m      | 55,40   |
| 1998    | Mistrzostwa Ameryki Południowej juniorów młodszych | Manaus              | brąz    | sztafeta 4 × 100 m | 48,87   |
| 1998    | Mistrzostwa Ameryki Południowej juniorów młodszych | Manaus              | brąz    | sztafeta 4 × 400 m | 3:56,12 |
| 1999    | Mistrzostwa Ameryki Południowej                    | Bogota              | złoto   | sztafeta 4 × 400 m | 3:32,74 |
| 1999    | Mistrzostwa panamerykańskie juniorów               | Tampa               | 6.      | bieg na 200 m      | 24,11   |
| 1999    | Mistrzostwa panamerykańskie juniorów               | Tampa               | złoto   | bieg na 400 m      | 52,43   |
| 1999    | Mistrzostwa panamerykańskie juniorów               | Tampa               | 4.      | sztafeta 4 × 100 m | 46,17   |
| 1999    | Mistrzostwa panamerykańskie juniorów               | Tampa               | brąz    | sztafeta 4 × 400 m | 3:44,79 |
| 1999    | Mistrzostwa świata juniorów młodszych              | Bydgoszcz           | brąz    | bieg na 400 m      | 52,39   |
| 1999    | Mistrzostwa Ameryki Południowej juniorów           | Concepción          | złoto   | bieg na 200 m      | 23,78   |
| 1999    | Mistrzostwa Ameryki Południowej juniorów           | Concepción          | złoto   | bieg na 400 m      | 54,38   |
| 1999    | Mistrzostwa Ameryki Południowej juniorów           | Concepción          | złoto   | sztafeta 4 × 100 m | 45,87   |
| 1999    | Mistrzostwa Ameryki Południowej juniorów           | Concepción          | złoto   | sztafeta 4 × 400 m | 3:44,40 |
| 2000    | Mistrzostwa ibero-amerykańskie                     | Rio de Janeiro      | złoto   | bieg na 400 m      | 53,00   |
| 2000    | Mistrzostwa ibero-amerykańskie                     | Rio de Janeiro      | złoto   | sztafeta 4 × 100 m | 44,81   |
| 2000    | Mistrzostwa ibero-amerykańskie                     | Rio de Janeiro      | złoto   | sztafeta 4 × 400 m | 3:34,51 |
| 2000    | Mistrzostwa panamerykańskie juniorów               | San Juan            | brąz    | bieg na 200 m      | 24,27   |
| 2000    | Mistrzostwa panamerykańskie juniorów               | San Juan            | brąz    | bieg na 400 m      | 54,54   |
| 2000    | Igrzyska olimpijskie                               | Sydney              | 5. H    | bieg na 400 m      | 53,34   |
| 2000    | Mistrzostwa Ameryki Południowej juniorów           | São Leopoldo        | złoto   | bieg na 200 m      | 24,23   |
| 2000    | Mistrzostwa świata juniorów                        | Santiago            | brąz    | bieg na 400 m      | 53,30   |
| 2000    | Mistrzostwa świata juniorów                        | Santiago            | DSQ H   | sztafeta 4 × 400 m | N/A     |
| 2001    | Mistrzostwa Ameryki Południowej                    | Manaus              | brąz    | bieg na 400 m      | 53,29   |
| 2001    | Mistrzostwa Ameryki Południowej                    | Manaus              | srebro  | sztafeta 4 × 100 m | 45,43   |
| 2001    | Mistrzostwa Ameryki Południowej                    | Manaus              | srebro  | sztafeta 4 × 400 m | 3:40,27 |
| 2001    | Igrzyska boliwaryjskie                             | Ambato              | złoto   | bieg na 400 m      | 52,73   |
| 2001    | Igrzyska boliwaryjskie                             | Ambato              | złoto   | sztafeta 4 × 400 m | 3:36,32 |
| 2001    | Mistrzostwa Ameryki Południowej juniorów           | Santa Fe            | złoto   | bieg na 200 m      | 23,67   |
| 2001    | Mistrzostwa Ameryki Południowej juniorów           | Santa Fe            | złoto   | bieg na 400 m      | 54,06   |
| 2001    | Mistrzostwa Ameryki Południowej juniorów           | Santa Fe            | srebro  | sztafeta 4 × 100 m | 45,92   |
| 2001    | Mistrzostwa panamerykańskie juniorów               | Santa Fe            | złoto   | bieg na 200 m      | 23,88   |
| 2001    | Mistrzostwa panamerykańskie juniorów               | Santa Fe            | złoto   | bieg na 400 m      | 53,38   |
| 2001    | Mistrzostwa panamerykańskie juniorów               | Santa Fe            | brąz    | sztafeta 4 × 100 m | 46,89   |
| 2002    | Mistrzostwa ibero-amerykańskie                     | Gwatemala           | 4.      | bieg na 100 m      | 11,59   |
| 2002    | Mistrzostwa ibero-amerykańskie                     | Gwatemala           | brąz    | bieg na 200 m      | 23,47   |
| 2002    | Mistrzostwa ibero-amerykańskie                     | Gwatemala           | srebro  | sztafeta 4 × 100 m | 44,44   |
| 2002    | Mistrzostwa ibero-amerykańskie                     | Gwatemala           | srebro  | sztafeta 4 × 400 m | 3:33,35 |
| 2002    | Igrzyska Ameryki Środkowej i Karaibów              | San Salvador        | 4.      | bieg na 100 m      | 11,69   |
| 2002    | Igrzyska Ameryki Środkowej i Karaibów              | San Salvador        | srebro  | bieg na 200 m      | 23,73   |
| 2003    | Igrzyska panamerykańskie                           | Santo Domingo       | 7.      | bieg na 200 m      | 23,47   |
| 2003    | Igrzyska panamerykańskie                           | Santo Domingo       | 5.      | sztafeta 4 × 100 m | 45,13   |
| 2004    | Mistrzostwa ibero-amerykańskie                     | Huelva              | brąz    | sztafeta 4 × 400 m | 3:33,95 |
| 2004    | Igrzyska olimpijskie                               | Ateny               | 5. H    | sztafeta 4 × 100 m | 43,30   |
| 2005    | Mistrzostwa Ameryki Południowej                    | Cali                | DNF     | bieg na 400 m      | N/A     |
| 2005    | Mistrzostwa Ameryki Południowej                    | Cali                | złoto   | sztafeta 4 × 100 m | 43,17   |
| 2005    | Mistrzostwa Ameryki Południowej                    | Cali                | srebro  | sztafeta 4 × 400 m | 3:36,95 |
| 2005    | Mistrzostwa świata                                 | Helsinki            | 6.      | sztafeta 4 × 100 m | 43,07   |
| 2005    | Igrzyska boliwaryjskie                             | Armenia             | srebro  | bieg na 200 m      | 22,90   |
| 2005    | Igrzyska boliwaryjskie                             | Armenia             | złoto   | bieg na 400 m      | 53,08   |
| 2005    | Igrzyska boliwaryjskie                             | Armenia             | złoto   | sztafeta 4 × 100 m | 45,61   |
| 2005    | Igrzyska boliwaryjskie                             | Armenia             | złoto   | sztafeta 4 × 400 m | 3:35,25 |
| 2006    | Mistrzostwa ibero-amerykańskie                     | Ponce               | złoto   | bieg na 400 m      | 52,87   |
| 2006    | Mistrzostwa ibero-amerykańskie                     | Ponce               | brąz    | sztafeta 4 × 100 m | 44,79   |
| 2006    | Mistrzostwa ibero-amerykańskie                     | Ponce               | srebro  | sztafeta 4 × 400 m | 3:37,71 |
| 2006    | Igrzyska Ameryki Środkowej i Karaibów              | Cartagena de Indias | 4.      | bieg na 400 m      | 52,37   |
| 2006    | Igrzyska Ameryki Środkowej i Karaibów              | Cartagena de Indias | srebro  | sztafeta 4 × 100 m | 44,32   |
| 2008    | Mistrzostwa ibero-amerykańskie                     | Iquique             | 5.      | bieg na 400 m      | 54,03   |
| 2008    | Mistrzostwa ibero-amerykańskie                     | Iquique             | brąz    | sztafeta 4 × 400 m | 3:39,46 |
| 2008    | Mistrzostwa Ameryki Środkowej i Karaibów           | Cali                | 4. H    | bieg na 400 m      | 53,51   |
| 2009    | Mistrzostwa Ameryki Południowej                    | Lima                | złoto   | bieg na 200 m      | 23,73   |
| 2009    | Mistrzostwa Ameryki Południowej                    | Lima                | złoto   | bieg na 400 m      | 52,62   |
| 2009    | Mistrzostwa Ameryki Południowej                    | Lima                | złoto   | sztafeta 4 × 100 m | 44,18   |
| 2009    | Mistrzostwa Ameryki Południowej                    | Lima                | srebro  | sztafeta 4 × 400 m | 3:35,83 |
| 2009    | Mistrzostwa Ameryki Środkowej i Karaibów           | Hawana              | srebro  | bieg na 400 m      | 51,90   |
| 2009    | Mistrzostwa Ameryki Środkowej i Karaibów           | Hawana              | srebro  | sztafeta 4 × 100 m | 43,67   |
| 2009    | Mistrzostwa świata                                 | Berlin              | 5. SF   | bieg na 400 m      | 51,91   |
| 2009    | Mistrzostwa świata                                 | Berlin              | 7.      | sztafeta 4 × 100 m | 43,71   |
| 2009    | Igrzyska boliwaryjskie                             | Sucre               | srebro  | bieg na 200 m      | 23,50   |
| 2010    | Igrzyska Ameryki Środkowej i Karaibów              | Mayagüez            | 7.      | bieg na 400 m      | 54,06   |
| 2010    | Igrzyska Ameryki Środkowej i Karaibów              | Mayagüez            | srebro  | sztafeta 4 × 400 m | 3:33,03 |
| 2011    | Mistrzostwa Ameryki Południowej                    | Buenos Aires        | srebro  | bieg na 200 m      | 23,22   |
| 2011    | Mistrzostwa Ameryki Południowej                    | Buenos Aires        | złoto   | bieg na 400 m      | 52,14   |
| 2011    | Mistrzostwa Ameryki Południowej                    | Buenos Aires        | złoto   | sztafeta 4 × 100 m | 44,11   |
| 2011    | Mistrzostwa Ameryki Środkowej i Karaibów           | Mayagüez            | 2. H    | bieg na 200 m      | 23,45   |
| 2011    | Mistrzostwa Ameryki Środkowej i Karaibów           | Mayagüez            | brąz    | bieg na 400 m      | 51,90   |
| 2011    | Mistrzostwa świata                                 | Daegu               | 7. SF   | bieg na 400 m      | 52,29   |
| 2011    | Mistrzostwa świata                                 | Daegu               | 4. H    | sztafeta 4 × 100 m | 43,53   |
| 2011    | Igrzyska panamerykańskie                           | Guadalajara         | 5.      | bieg na 400 m      | 52,18   |
| 2011    | Igrzyska panamerykańskie                           | Guadalajara         | brąz    | sztafeta 4 × 100 m | 43,44   |
| 2011    | Igrzyska panamerykańskie                           | Guadalajara         | brąz    | sztafeta 4 × 400 m | 3:29,94 |
| 2012    | Igrzyska olimpijskie                               | Londyn              | 7. H    | bieg na 200 m      | 23,46   |
| 2012    | Igrzyska olimpijskie                               | Londyn              | 5. H    | sztafeta 4 × 100 m | 43,21   |
| 2014    | Igrzyska Ameryki Środkowej i Karaibów              | Veracruz            | 5.      | bieg na 400 m      | 53,67   |
| 2014    | Igrzyska Ameryki Środkowej i Karaibów              | Veracruz            | brąz    | sztafeta 4 × 400 m | 3:34,14 |
| Źródło: |                                                    |                     |         |                    |         |

W latach 2001-2011 zdobyła jedenaście tytułów mistrzyni kraju, w tym osiem indywidualnie.

## Rekordy życiowe
- bieg na 100 m – 11,54 (27 kwietnia 2002, Cali)
- bieg na 200 m – 22,90 (20 sierpnia 2005, Armenia)
- bieg na 400 m – 51,58 (22 maja 2011, São Paulo)
- sztafeta 4 × 100 m – 43,03 (12 sierpnia 2005, Helsinki) =
- sztafeta 4 × 400 m – 3:29,94 (28 października 2011, Guadalajara)

Halowe
- bieg na 200 m – 25,07 (22 lutego 2014, Daytona Beach)
- bieg na 400 m – 56,80 (22 lutego 2014, Daytona Beach)

Źródło: 